# تسوباسا تاكيوتشي
تسوباسا تاكيوتشي (باليابانية: 竹内 翼) (20 مايو 1991 في هيروشيما في اليابان – )؛ هو لاعب كرة قدم كان يلعب كمهاجم.

## وصلات خارجية
- تسوباسا تاكيوتشي على موقع Soccerway.com (الإنجليزية)